# Йозеф Штибраний
Йозеф Штибраний (словац. Jozef Štibrányi, нар. 11 січня 1940, Влчковце) — чехословацький футболіст, що грав на позиції півзахисника, зокрема, за клуби «Спартак» (Трнава), «Дукла» (Прага) та «Вітковіце», а також національну збірну Чехословаччини.

## Клубна кар'єра
У футболі дебютував 1957 року виступами за команду «Спартак» (Трнава), в якій провів п'ять сезонів. 
Своєю грою за цю команду привернув увагу представників тренерського штабу клубу «Дукла» (Прага), до складу якого приєднався 1962 року. Відіграв за празьку команду наступні два сезони своєї ігрової кар'єри.
1965 року на сезон повернувся до лав команди «Спартак» (Трнава).
1966 року перейшов до клубу ВЗКГ «Острава», за який відіграв 4 сезони.  Завершив професійну кар'єру футболіста виступами за команду ВЗКГ «Острава» у 1970 році.

## Виступи за збірну
1960 року дебютував в офіційних матчах у складі національної збірної Чехословаччини. Протягом кар'єри у національній команді провів у її формі 9 матчів, забивши 1 гол.
У складі збірної був учасником чемпіонату світу 1962 року у Чилі, де разом з командою здобув «срібло». Зіграв проти Іспанії (1-0), Бразилії (0-0) і Мексики (1-3). У грі з іспанцями забив свій єдиний гол у футболці національної команди, ставши першим в історії словаком, який забивав на чемпіонатах світу.

### Статистика виступів за збірну
| Дата       | Місто          | Господарі      | Результат | Гості          | Турнір             | Голи | Примітки |
| ---------- | -------------- | -------------- | --------- | -------------- | ------------------ | ---- | -------- |
| 30.10.1960 | Прага          | Чехословаччина | 4 – 0     | Нідерланди     | товариський матч   | -    |          |
| 26.03.1961 | Прага          | Чехословаччина | 2 – 1     | Швеція         | товариський матч   | -    |          |
| 22.04.1962 | Прага          | Чехословаччина | 3 – 1     | Уругвай        | товариський матч   | -    |          |
| 31.05.1962 | Вінья-дель-Мар | Чехословаччина | 1 – 0     | Іспанія        | ЧС 1962 - 1-й етап | 1    | 79'      |
| 02.06.1962 | Вінья-дель-Мар | Бразилія       | 0 – 0     | Чехословаччина | ЧС 1962 - 1-й етап | -    |          |
| 07.06.1962 | Вінья-дель-Мар | Мексика        | 3 – 1     | Чехословаччина | ЧС 1962 - 1-й етап | -    |          |
| 24.04.1963 | Відень         | Австрія        | 3 – 1     | Чехословаччина | товариський матч   | -    |          |
| 28.04.1963 | Софія          | Болгарія       | 1 – 0     | Чехословаччина | товариський матч   | -    | 65'      |
| 29.05.1963 | Братислава     | Чехословаччина | 2 – 4     | Англія         | товариський матч   | -    |          |
| Усього     |                | Матчів         | 9         |                | Голів              | 1    |          |

## Титули і досягнення
- Віце-чемпіон світу: 1962